# Turm Jerusalem

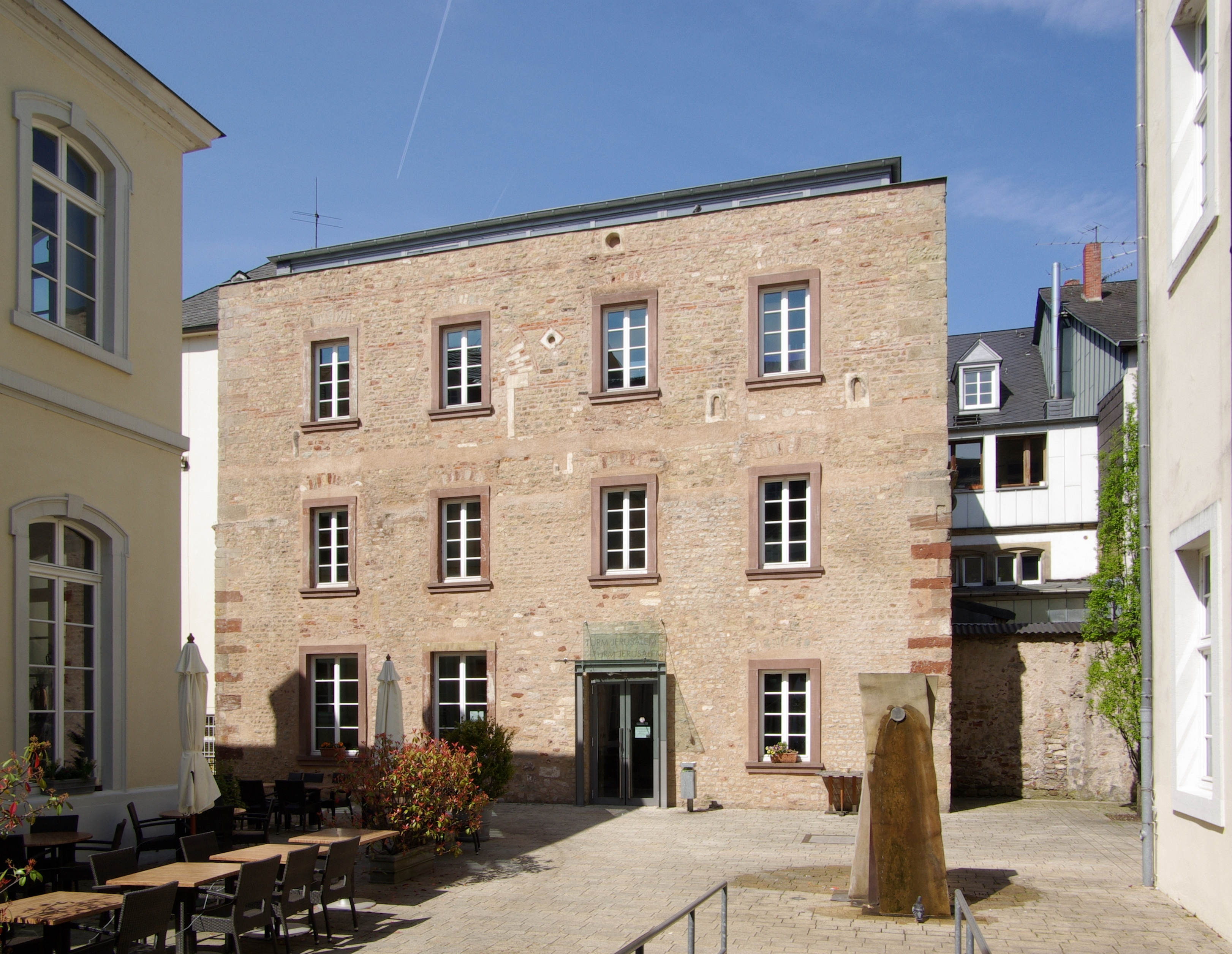
Turm Jerusalem

Der Turm Jerusalem ist ein wehrhafter Wohnturm in der Stadt Trier am Domfreihof. Er ist das älteste Gebäude der im 11. Jahrhundert erbauten mittelalterlichen Baugruppe „Palais Walderdorff“.

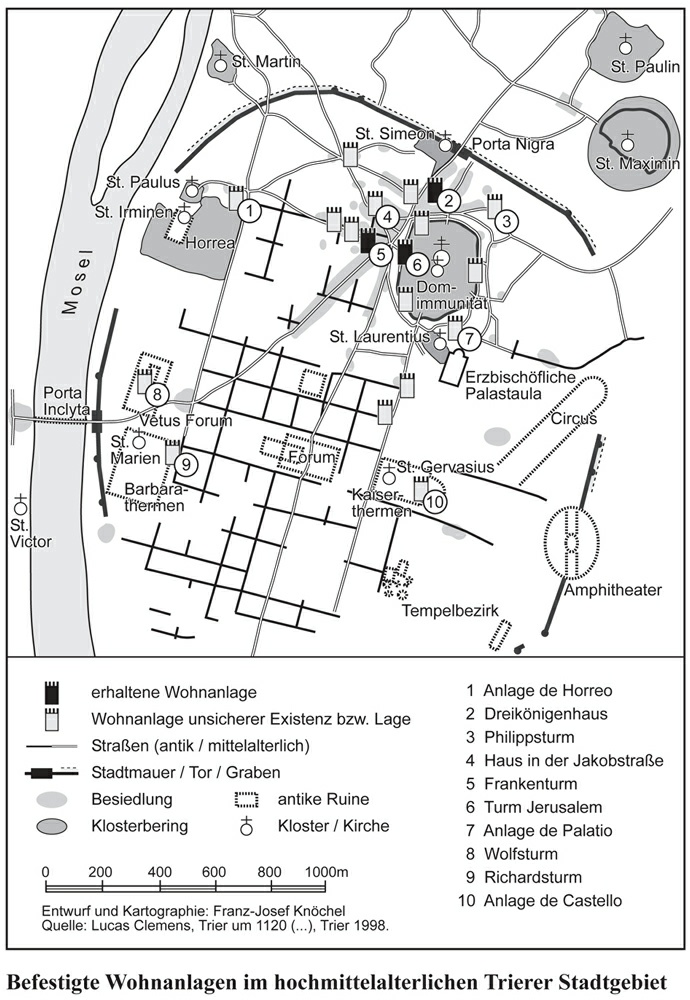
Karte der befestigten Wohnanlagen im hochmittelalterlichen Trier

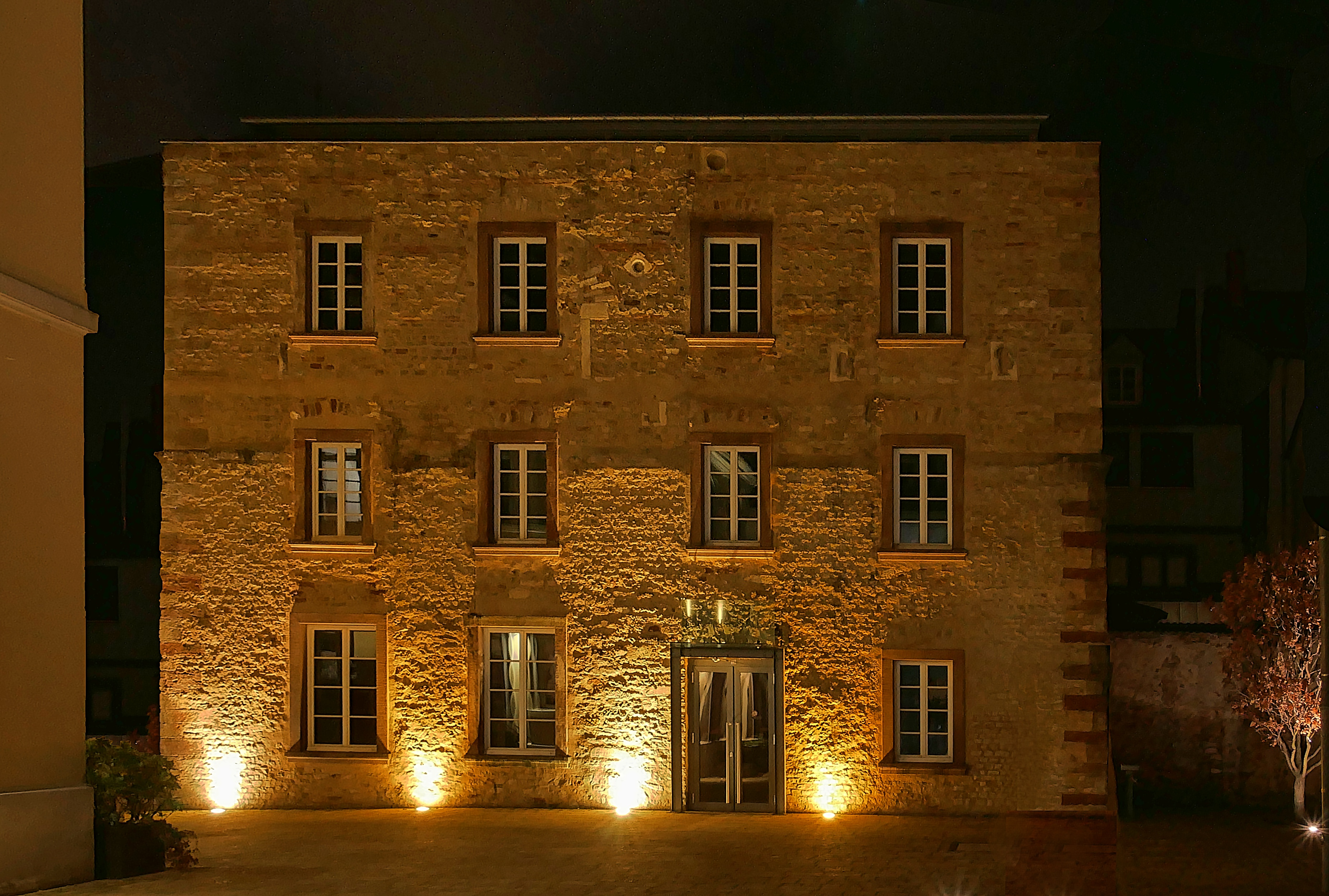
Turm Jerusalem nachts

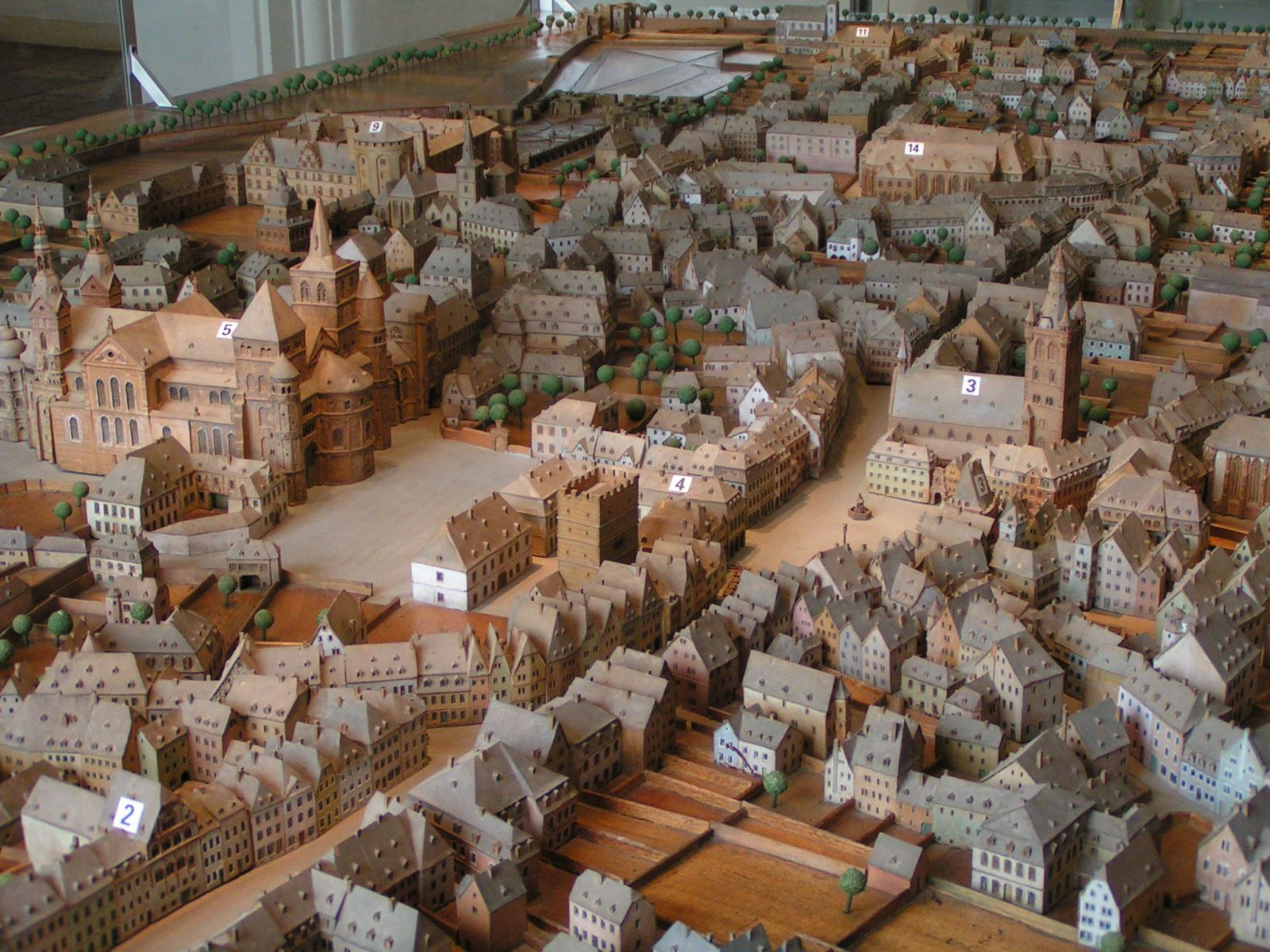
Stadtmodell von Trier um 1800; Nahe der Nr. 4 ist der Turm Jerusalem zu erkennen.

Ursprünglich hatte der Turm sechs Etagen. Davon existierten noch das heute aufgeschüttete Sockelgeschoss und die drei unteren Geschosse. Im 19. Jahrhundert wurden die beiden oberen Geschosse abgetragen. In Trier gab es wahrscheinlich sieben oder acht solcher wehrhaften Wohntürme, von denen neben dem Turm Jerusalem nur noch das Dreikönigenhaus, der Frankenturm und der Konviktsturm erhalten sind.
Der Turm datiert wahrscheinlich in das 11. Jahrhundert. Laut den Gesta Treverorum war er bereits 1147 zerstört und wurde anlässlich des Besuchs von Papst Eugen III. innerhalb von sechs Wochen instand gesetzt. Lukas Clemens vermutet, der Turm könne während der Judenverfolgung 1096 beschädigt worden sein, als die jüdische Gemeinde dem Bericht des Salomo bar Simson zufolge ihre Wertgegenstände dort versteckt habe, welche anschließend von den Verfolgern geplündert worden seien. Die jüdische Gemeinde selbst konnte sich rechtzeitig zum Erzbischof flüchten. Die Bezeichnung „Jerusalem“ rühre möglicherweise von diesen Ereignissen her.
Der Turm besaß Doppelarkadenfenster (wie der Frankenturm) und im heute verschütteten Erdgeschoss Schlitzfenster, die bei der Sanierung 1999 gefunden wurden. Die heutigen Fenster wurden im 18. Jahrhundert in die Ostwand gebrochen. Man entdeckte auch eine in der Mauer aufsteigende steinerne Wendeltreppe und den ursprünglichen Hocheingang im dritten Obergeschoss.
Heute wird das Obergeschoss des Turms als Trausaal des Standesamtes genutzt.